# Claude Jade
Claude Jade, francoska filmska igralka, * 8. oktober 1948, Dijon, † 1. december 2006, Boulogne-Billancourt.
Leta 1968 je v filmu Françoisa Truffauta Baisers volés nastopila v glavni vlogi kot Christine Darbon.

## Filmografija
- 1968: Baisers volés  (François Truffaut)
- 1969: Topaz (Alfred Hitchcock)
- 1969: Mon oncle Benjamin (Edouard Molinaro)
- 1970: Domicile conjugal (François Truffaut)
- 1971: Le bateau sur l'herbe (Gérard Brach)
- 1973: Prêtres interdits (Denys de La Patellière)
- 1975: Kita no misaki (Kei Kumai)
- 1978: Le Pion (Christian Gion)
- 1979: L'amour en fuite (François Truffaut)
- 1981: Lenin v Parizhe (Sergei Jutkevic)
- 1984: Une petite fille dans les tournesols
- 1993: Bonsoir (Jean-Pierre Mocky)
- 1998: Le radeau de la Méduse (Iradj Azimi)
- 2004: A San Rémo (Julien Donada)